# Hannah Mills
Hannah Louise Mills (Cardiff, 29 februari 1988) is een Brits zeilster.
Tijdens de Olympische Zomerspelen 2012 won Mills samen met Saskia Clark de zilveren medaille in de 470 achter de Nieuw-Zeelandse Jo Aleh en Polly Powrie, vier jaar later waren de rollen omgekeerd en wonnen de Britten goud.
Mills en Clark werden in 2012 wereldkampioen.
Mills werd in 2019 met haar nieuwe partner Eilidh McIntyre wereldkampioen en in 2020 olympisch kampioen.

## Resultaten

### Wereldkampioenschappen
| Jaar | Plaats       | Resultaten |
| ---- | ------------ | ---------- |
| 2011 | Perth        | 470        |
| 2012 | Barcelona    | 470        |
| 2014 | Santander    | 470        |
| 2015 | Haifa        | 470        |
| 2017 | Thessaloniki | 470        |
| 2018 | Aarhus       | 470        |
| 2019 | Enoshima     | 470        |

### Olympische Zomerspelen
| Jaar | Plaats                | Resultaten |
| ---- | --------------------- | ---------- |
| 2012 | Weymouth and Portland | 470        |
| 2016 | Rio de Janeiro        | 470        |
| 2020 | Tokio                 | 470        |

1988: Lynne Jewell / Allison Jolly ·
1992: Patricia Guerra / Theresa Zabell ·
1996: Begoña Vía Dufresne / Theresa Zabell ·
2000: Jenny Armstrong / Belinda Stowell ·
2004: Sofia Bekatorou / Aimilia Tsoulfa ·
2008: Elise Rechichi / Tessa Parkinson ·
2012: Jo Aleh / Polly Powrie ·
2016: Saskia Clark / Hannah Mills ·
2020: Hannah Mills / Eilidh McIntyre